# Moritz von Leipziger
Georg Adolph Moritz von Leipziger, auch von Leipzig (* 20. August 1795 in Kropstädt; † 14. April 1865 in Niemegk) war ein königlich preußischer Landrat, Geheimer Regierungsrat und Mitglied des Vereinigten Landtages.

## Leben
Er entstammte dem alten meißnischen Adelsgeschlecht von Leipzig und war der Sohn des späteren preußischen Landrats zu Wittenberg, Friedrich Wilhelm Curt von Leipziger. Moritz wurde Gutsherr auf Rittergut Niemegk bei Bitterfeld. Im Jahr 1822 wurde Leipziger kommissarischer Landrat des Kreises Bitterfeld im Regierungsbezirk Merseburg der preußischen Provinz Sachsen. 1823 übernahm er endgültig dieses Amt, das er bis zu seinem Tod 1865 ausübte. Sein Nachfolger wurde Oscar Maximilian Curt von Seydewitz.
Außerdem war Leipziger im Jahr 1847 Mitglied des Vereinigten Landtages und von 1850 bis 1861 Mitglied des Preußischen Abgeordnetenhauses.
Verheiratet war er mit Thekla, geborene von Selmnitz. Sie hatten mehrere Kinder, darunter den Sohn Adolf Hilmar von Leipziger (1825–1891), den späteren Oberpräsidenten des Regierungsbezirks Westpreußen und die Tochter Isidore (1826–1855). Die Tochter Karoline Thekla (1831–1910) war seit 1852 mit dem späteren preußischen General der Kavallerie Hermann von Guretzky-Cornitz (1828–1892) verheiratet.